# 卡姆兰·米尔扎
卡姆兰·米尔扎（1509年—1557年10月6日），蒙兀兒帝國建立者巴布爾的第二子，第二任蒙兀兒帝國皇帝胡馬雍的異母弟。
1525年，當巴布爾南征印度時，卡姆蘭留守坎大哈保護帝國北翼。1538年，卡姆蘭率12,000名士兵進入印度鎮壓反胡馬雍叛亂，他提供幫助但拒绝把軍隊交給胡馬雍指揮。眼看沒有機會實現他的野心，卡姆蘭撤回拉合爾。
在1540年曲女城戰役，胡馬雍敗於舍尔沙，被命令離開印度返回喀布爾，卡姆蘭曾向舍尔沙表示以旁遮普邦為回報，願意支持舍尔沙，但他的提議被拒絕。胡馬雍的顧問勸他處死卡姆蘭，但被拒絕。
在1543年胡馬雍横渡印度河後，卡姆蘭不願其回國，命他兄弟阿斯卡里抓住他，於是胡馬雍再逃至波斯塔赫瑪斯普一世宫廷。當胡馬雍在波斯時，卡姆蘭提出願割讓坎大哈换取交出胡馬雍，但最後塔赫瑪斯普一世也支持胡馬雍並借兵给他。
在1545年11月，胡馬雍在不流血情況下進入喀布爾，卡姆蘭的統治已經不受歡迎，市民渴望擺脫他。
他曾兩次欲奪回喀布爾但也失敗，於是逃往德里，但是當地國王伊斯蘭沙把他交給胡馬雍，雖然胡馬雍拒絕處死他，但把他弄瞎並打發他去朝覲，1557年死於麥加。